# Globalno partnerstvo za veštačku inteligenciju
Globalno partnerstvo za veštačku inteligenciju (енгл. Global Partnership on Artificial Intelligence, GPAI, izgovara se „dži-pej”) je međunarodna inicijativa osnovana da vodi odgovoran razvoj i upotrebu veštačke inteligencije (VI) na način koji poštuje ljudska prava i zajedničke demokratske vrednosti svojih članova. Partnerstvo su prvi put predložile Kanada i Francuska na 44. samitu G7 2018, a zvanično je pokrenuto u junu 2020. Domaćin GPAI-a je Organizacija za ekonomsku saradnju i razvoj (OECD).
GPAI nastoji da premosti jaz između teorije i prakse podržavanjem istraživanja i primenjenih aktivnosti u oblastima koje su direktno relevantne za kreatore politike u oblasti veštačke inteligencije. Ono okuplja stručnjake iz industrije, civilnog društva, vlada i akademske zajednice kako bi sarađivali na izazovima i mogućnostima koje predstavlja veštačka inteligencija.

## Spoljašnje veze
- Званични веб-сајт